# 沃伦·基德
沃伦·林恩·基德（英語：Warren Lynn Kidd，1970年9月9日—），美国NBA联盟前职业篮球运动员。